# Cessac
Cessac é uma comuna francesa na região administrativa da Nova Aquitânia, no departamento da Gironda. Estende-se por uma área de 3,65 km². Em 2010 a comuna tinha 194 habitantes (densidade: 53,2 hab./km²).